# كيفن هاملين
كيفن هاملين (بالإنجليزية: Kevin Hamlin)‏ هو سائق سباق أمريكي، ولد في 22 يونيو 1979 في سنوهوميش في الولايات المتحدة.

## وصلات خارجية
- كيفن هاملين على موقع Racing-Reference.info (الإنجليزية)